# هیروکی میازاوا
هیروکی میازاوا (انگلیسی: Hiroki Miyazawa؛ زادهٔ ۲۸ ژوئن ۱۹۸۹) بازیکن فوتبال اهل ژاپن است.
از باشگاه‌هایی که در آن بازی کرده‌است می‌توان به باشگاه فوتبال کونسادول ساپورو اشاره کرد.
وی همچنین در تیم ملی فوتبال زیر ۲۰ سال ژاپن بازی کرده‌است.